# Kawęczyn (powiat toruński)
Kawęczyn – wieś w Polsce, położona w województwie kujawsko-pomorskim, w powiecie toruńskim, w gminie Obrowo.
W latach 1954–1971 wieś należała do gromady Obrowo, po jej likwidacji należała i była siedzibą władz gromady Kawęczyn. W latach 1975–1998 miejscowość należała administracyjnie do województwa toruńskiego. Według danych Urzędu Gminy Obrowo (31.12.2018 r.) liczyła 715 mieszkańców.